# Phelotrupes obscuratus
Phelotrupes obscuratus är en skalbaggsart som beskrevs av Leon Fairmaire 1889. Phelotrupes obscuratus ingår i släktet Phelotrupes och familjen tordyvlar. Inga underarter finns listade i Catalogue of Life.